# Bye
Een bye is een vrijstelling voor een toernooironde. De speler met een bye mag zonder in actie te komen naar een volgende ronde. Deze sportterm wordt voornamelijk gebruikt bij tennis, maar komt ook bij andere sporten voor, zoals boksen, cricket, darts, voetbal en schaken.
Wanneer voor een bepaald toernooi onvoldoende plaatsen beschikbaar zijn, of wanneer er een oneven aantal deelnemers is, kan aan enkele deelnemers een bye worden gegeven. Byes worden over het algemeen verleend aan de hoogst geplaatste deelnemers van een toernooi. Bij toernooien met een knock-outsysteem komen byes vrijwel alleen voor in de eerste ronde. Een voorbeeld hiervan is het tennistoernooi van de mannen op de Paralympische Zomerspelen van 2024. Hierbij kregen zestien geplaatste spelers een bye.
Bij toernooien met een competitie of poule, spelen alle deelnemers minstens een keer tegen elkaar. Bij een oneven aantal deelnemers zal bij elke ronde een speler geen tegenstander hebben. Daarom krijgt deze een bye.

## Cricket
Bij cricket is een bye een run die gelopen is door de battende partij, waarbij de bal niet geraakt is door de bat van de batsman of zijn lichaam. Een leg-bye wordt alleen geraakt door het lichaam van de batsman. Een bye telt wel voor het teamtotaal mee, maar niet voor de runs van de batsman.

## Schaken
Bij schaaktoernooien is het soms mogelijk om (naar eigen inzicht van de speler) een bye op te nemen, zodat een speelronde kan worden overgeslagen. Dit kan uitkomen wanneer de speler verhinderd is om de betreffende partij te spelen, of zichzelf een ronde rust wil gunnen. De speler ontvangt in dat geval een half punt. De meeste weekendschaaktoernooien bieden deze mogelijkheid.